# Robert Ley
Robert Ley (født 15. februar 1890, død 25. oktober 1945) var en tysk kemiker og pilot under 1. verdenskrig. Under 2. verdenskrig var han leder af det nazistiske Deutsche Arbeitsfront. Han begik selvmord i 1945.

## Tidligt liv
Han var født i Niederbreidenbach i Rhinland som nr. syv i en børneflok på 11. Hans far Friedrich Ley var en forgældet landmand. Ved flid og held blev Ley i stand til at studere kemi ved universiteterne i Jena og Bonn. Under 1. verdenskrig blev han skudt ned over Frankrig og taget til fange. Ulykken kan have påført ham en hjerneskade, og resten af livet stammede han og udviste en påfaldende opførsel, der blev forstærket af hans alkoholisme.

## Robert Ley og nationalsocialismen
Han tog sin kandidateksamen i 1920 og begyndte at arbejde som kemiker ved I.G. Farben. Efter den franske besættelse af Ruhr i 1924 blev Ley medlem af det nationalsocialistiske parti, NSDAP. I 1925 blev han Gauleiter i det sydlige Rhinland og udgav af en stærkt antisemitisk avis, Westdeutscher Beobachter. Hele sit liv forblev Ley loyal mod Hitler, der til gengæld så gennem fingrene med Leys arrogance, uduelighed og drukkenskab.
Da Hitler blev kansler i januar 1933, fulgte Ley med til Berlin, og i april blev han udnævnt til leder for den Tyske Arbejderfront (DAF), en stilling han besad til sin død. DAF afløste de nu forbudte tyske fagforeninger og blev renset for socialdemokrater og kommunister. Ley misbrugte sin stilling til at udnytte DAF's midler til at skaffe sig villaer i flere byer, en række biler, en privat jernbanevogn og en stor kunstsamling. Hans privatliv var præget af druk og kvinder – i 1939 gjorde han skandale ved at optræde beruset ved modtagelsen af hertugen af Windsor, og i 1942 skød hans anden kone, Lore, sig. Efterhånden fik DAF ry for at være den mest korrupte af Tysklands forvaltninger. Der gik rygter om, at Leys rigtige efternavn var det jødiske Levy.
Under DAF sorterede Kraft durch Freude (= Kraft gennem glæde), der afholdt koncerter, sportsarrangementer og udenlandsture for arbejderklassen. KdF bidrog i højeste grad til naziregimets popularitet hos den jævne tysker. KdF's mest ambitiøse foretagende var produktionen af folkevognen, Volkswagen i samarbejde med DAF. Da tysk bilindustri ikke kunne imødekomme Hitlers krav om at fremstille folkevognen til en stykpris af max 1.000 Reichsmark, byggede Porsche på DAF's bestilling en folkevognsfabrik i Fallersleben; men på grund af krigsudbruddet i 1939 fik ingen af de 340.000 arbejdere, der havde betalt afdrag på en folkevogn, en bil.

## Sidste dage og død
Leys sidste møde med Hitler fandt sted på dennes fødselsdag i bunkeren i Berlin den 20. april 1945. Den 16. maj blev han fanget i nærheden af Berchtesgaden i Bayern, hvor han havde forventet, at Hitler ville tage tilflugt for at yde den sidste modstand. Han præsenterede sig for de amerikanske soldater som "Dr. Ernst Distelmeyer", men blev genkendt og udpeget af sin gamle ærkefjende i partiet, Franz Xavier Schwarz.
Under Nürnbergprocessen sagde han forarget til den amerikanske retspsykiater Gustave Gilbert: "Stil os bare op mod en væg og skyd os, I er jo sejrherrer. Men hvorfor skal jeg stilles for retten som en k-k-k... jeg kan ikke engang sige ordet!" (= kriminel). 25. oktober, fire dage efter at have modtaget anklageskriftet, hængte Ley sig i sin celle i et håndklæde, han havde strimlet op og fæstet til toiletrøret.

## Citater
Den 23. februar 1943 skrev Ley i en leder i Der Angriff: "Jøden er nu endelig udvalgt til at udryddes for sine skændselsgerninger og forbrydelser. Tyskeren er udpeget af skæbnen til at sørge for, at denne dom bliver iværksat." 12. marts 1944 skrev han samme sted: "Juda må dø! Da bliver menneskeheden befriet fra den jødiske terror! Hvis det ikke skulle lykkes, kom du til at dø, du tyske folk, og jøden kan fejre sin purim i nye 5.000 år, en purim på bekostning af 85 millioner tyskere. Det er jøden eller dig! Der er ingen vej uden om!" 

## Ekstern henvisning
- Wikimedia Commons har flere filer relateret til Robert Ley
- Julius Streicher Arkiveret 13. august 2007 hos  Wayback Machine